# Luty 2020

## 29 lutego
- Wybory parlamentarne na Słowacji z wynikiem 25,02% poparcia wygrała opozycyjna partia Zwyczajni Ludzie przed dotychczas rządzącą krajem partią Kierunek – Socjalna Demokracja, która uzyskała 18,29% głosów. Frekwencja wyborcza wyniosła 65,80%[1].

## 27 lutego
- W ataku na terenie browaru w Milwaukee w amerykańskim stanie Wisconsin zginęło sześć osób, w tym napastnik[2].

## 24 lutego
- Co najmniej 20 osób zginęło w zamieszkach, jakie wybuchły w stolicy Indii podczas demonstracji przeciwko nowemu prawu o obywatelstwie. Około 200 osób odniosło obrażenia, w tym 15 jest w stanie krytycznym[3].
- Zmarł Jan Kowalczyk, polski sportowiec, jeździec i trener, mistrz olimpijski z 1980[4].

## 23 lutego
- Zakończyły się, rozgrywane w Rasen-Antholz, mistrzostwa świata w biathlonie[5].

## 20 lutego
- W wyniku plagi szarańczy w Afryce Wschodniej, 25 milionom ludzi grozi głód[6].

## 19 lutego
- Miały miejsce dwie strzelaniny w dwóch barach w mieście Hanau w Niemczech, w których zginęło 11 osób, a sześć zostało rannych[7][8].

## 17 lutego
- Co najmniej 10 osób zginęło, a 35 zostało rannych w samobójczym zamachu bombowym w mieście Kweta na południowym zachodzie Pakistanu. Mężczyzna wysadził się po tym, jak został zatrzymany przez policjantów. Jego celem był wiec religijny[9].

## 16 lutego
- Co najmniej 40 osób, w tym dziewięciu żołnierzy, zginęło w ciągu trzech dni w kilku oddzielnych atakach terrorystów w Mali[10].
- Pięć osób zmarło po wycieku toksycznego gazu w Karaczi na południu Pakistanu. Dziesiątki ludzi przewieziono do szpitali z objawami zatrucia[11].
- W wieku 87 lat zmarł w Warszawie Jerzy Gruza, polski reżyser i scenarzysta[12].

## 15 lutego
- Gang uzbrojonych terrorystów na motocyklach zabił co najmniej 30 osób w dwóch nigeryjskich wioskach w stanie Katsina w północno-zachodniej Nigerii. Lokalna policja podała, że w wioskach Dabkar i Tsauwa w wyniku podpalenia domów mieszkalnych zginęło 21 osób, a dziewięć zostało zastrzelonych. Napastnicy zrabowali zapasy żywności i zwierzęta hodowlane[13].
- Kapituła Metropolitalna Archidiecezji Utrechtu wybrała ks. Bernda Walleta na Arcybiskupa Utrechtu oraz przewodniczącego Międzynarodowej Konferencji Biskupów Starokatolickich i Unii Utrechckiej Kościołów Starokatolickich[14].
- Zmarła brytyjska prezenterka telewizyjna i konferansjerka, Caroline Flack znana głównie z współprowadzenia brytyjskich edycji programów takich jak: The Xtra Factor (2011–2013), The X Factor (12. edycja) i Love Island (2015–2019)[15].
- W Ameryce Południowej odkopano największą skorupę żółwia w historii. Ważąca ponad tonę prehistoryczna skamielina ma 2,4 m długości. Należała do Stupendemys geographicus, pływającego przed milionami lat w rzekach i jeziorach na północy Ameryki Południowej, dwukrotnie przerastającego największy dziś gatunek żółwia, czyli żółwia skórzastego (Dermochelys coriacea)[16].

## 14 lutego
- Na Antarktydzie odnotowano kolejny w ostatnich dniach rekord temperatury, który wyniósł 20,75 st. Celsjusza. Pomiar zarejestrowano na wyspie Seymour, położonej na wschód od północnego krańca Półwyspu Antarktycznego, w argentyńskiej stacji badawczej Marambio[17].

## 13 lutego
- Co najmniej 21 osób zginęło w serii lawin w prowincji Dajkondiw środkowej części Afganistanu. Siedem osób uznano za zaginione, a 10 kolejnych zostało rannych[18].
- Ok. godziny 7 rano lokalnego czasu w hrabstwie Pike na wschodzie stanu Kentucky doszło do wypadku pociągu towarowego przewożącego 96 cystern z etanolem i olejem napędowym oraz dwa wagony wypełnione kamieniami. Pociąg wykoleił się a część wagonów zsunęła ze zbocza prosto do płynącej poniżej rzeki i stanęły w płomieniach. Dwie osoby zostały ranne. W związku z wyciekiem łatwopalnych substancji chemicznych okoliczni mieszkańcy zostali ewakuowani[19].

## 12 lutego
- Naukowcy odkryli sygnały radiowe, docierające do Ziemi ze stałym rytmem z miejsca oddalonego od nas o 500 mln lat świetlnych. Tajemnicze źródło wysyła impulsy w 16-dniowym cyklu. To pierwszy raz, kiedy naukowcy wykryli okresowość sygnałów FRB[20].

## 11 lutego
- Co najmniej 14 osób zginęło w wyniku zatonięcia łodzi z uchodźcami u wybrzeży Bangladeszu. Łodzią płynęli przedstawiciele mniejszości muzułmańskiej Rohingja z Birmy[21].
- W samobójczym ataku bombowym przy posterunku policyjnym w pobliżu akademii wojskowej w stolicy Afganistanu zginęło co najmniej 6 osób, a 12 zostało rannych[22].
- Filipiny wypowiedziały umowę Visiting Forces Agreement, regulującą status i zasady pobytu amerykańskich wojsk na swoim terytorium. Obowiązujące ustalenia mają wygasnąć w sierpniu 2020 roku[23].

## 10 lutego
- O 5:03 (CET) z kosmodromu Cape Canaveral wystrzelono sondę Solar Orbiter, której celem jest badanie Słońca z bliskiej odległości, w tym (po raz pierwszy) biegunów słonecznych[24].
- W Kanadzie odkryto nowy gatunek dinozaura o nazwie Thanatotheristes degrootorum (w skrócie Thanatos), spokrewniony z T. rexem. Jest uważany jest za najstarszego członka rodziny tyranozaurów, odkrytego w Ameryce Północnej. Występował na ziemi ok. 79 mln lat temu. Według ustaleń naukowców drapieżnik mierzył ok. 8 m długości[25].

## 9 lutego
- W strzelaninie w centrum handlowym Terminal 21 w tajskim mieście Nakhon Ratchasima zginęło 26 osób, a 56 zostało rannych. Ataku dokonał żołnierz, zidentyfikowany jako sierżant Jakapanth Thomma. Kilka godzin później napastnik został zastrzelony przez policję[26][27].
- Dwóch amerykańskich żołnierzy zginęło, a sześciu zostało rannych w prowincji Nangarhar na wschodzie Afganistanu w wyniku ostrzału, którego dokonał napastnik w afgańskim mundurze[28].
- 63% wyborców w Szwajcarii opowiedziało się w referendum za zakazem dyskryminacji ze względu na orientację seksualną. Wprowadzenie nowej ustawy będzie rozszerzeniem istniejącego już przepisu przeciw dyskryminacji na tle rasowym i religijnym[29].
- Iran zaprezentował nowy pocisk balistyczny krótkiego zasięgu Raad-500. Jak podano, rakieta jest o połowę lżejsza od bliźniaczego systemu Fateh-110, ale jej zasięg jest o 200 km większy (zasięg Fateh to ok. 300 km)[30].
- Odbyła się 92. ceremonia wręczenia Oscarów. Najlepszym filmem został wybrany film Parasite jako pierwszy obraz nieanglojęzyczny, który również triumfował w kategoriach: najlepszy film międzynarodowy, najlepszy reżyser i najlepszy scenariusz oryginalny. Z kolei w kategoriach aktorskich nagrody otrzymali: Renée Zellweger (najlepsza aktorka, Judy) i Joaquin Phoenix (najlepszy aktor, Joker)[31][32].

## 8 lutego
- Odbyły się wybory parlamentarne w Irlandii, które wygrało ugrupowanie opozycji Fianna Fáil, zdobywając 38 mandatów w parlamencie, następnie lewicowa Sinn Féin zdobyła 37 mandatów, zaś partia rządząca Fine Gael 36 mandatów[33][34].

## 7 lutego
- 17 cywilów zginęło podczas powietrznych nalotów i ataków artylerii syryjskich sił rządowych na północnym zachodzie kraju, głównie w prowincji Idlib. W wyniku ataków wojska reżimu, wspierane przez Rosję, opanowały większość jednego z głównych miast regionu, Sarakib[35].
- Niewielki samolot pasażerski typu Piper PA-32 Cherokee Six, należący do linii Yute Air, rozbił się w południowo-zachodniej Alasce w Stanach Zjednoczonych. Zginęli czterej pasażerowie i pilot[36].
- Amerykańskie wojsko zabiło przywódcę Al-Ka'idy Półwyspu Arabskiego (AQAP) Kasima al-Rajmiego, który został namierzony podczas akcji antyterrorystycznej w Jemenie[37].
- Według francuskiego MSW przeciwko reformie emerytalnej demonstrowało w całym kraju 121 tys. ludzi, a w Paryżu ok. 15 tys. Tymczasem związek zawodowy CGT podał, że tylko w samym Paryżu demonstrowało 130 tys. osób[38].

## 6 lutego
- W miejscowości Ospedaletto Lodigiano, w okolicach miasta Lodi koło Mediolanu, wykoleił się pociąg dużych prędkości. W wyniku wypadku zginęły dwie osoby, a 31 zostało rannych. W chwili wypadku skład jechał z prędkością 290 km/h[39].

## 5 lutego
- Co najmniej 28 osób, w tym 23 ratowników, zginęło w dwóch lawinach, które zeszły we wschodniej Turcji, niedaleko granicy z Iranem[40].
- Na lotnisku w Stambule samolot pasażerski Boeing 737-86J ze 183 osobami na pokładzie rozbił się podczas lądowania. Turecki minister zdrowia poinformował o śmierci trzech osób, obrażenia odniosło 179 osób[41].
- Amerykański Senat zagłosował za odrzuceniem dwóch artykułów impeachmentu prezydenta Donalda Trumpa, czyli nadużycia władzy i utrudniania pracy Kongresu. Decyzja ta zakończyła proces toczący się od grudnia 2019 roku w Kongresie[42].

## 3 lutego
- Doszło do pożaru zabytkowego Pałacu w Sieroszowicach. Z ogniem walczyło kilka zastępów straży pożarnej z trzech powiatów lubińskiego, polkowickiego, ale także z głogowskiego[43].

## 2 lutego
- Serb Novak Đoković zwyciężył w konkurencji gry pojedynczej mężczyzn w turnieju wielkoszlemowym Australian Open, w finałowym pojedynku pokonując Austriaka Dominica Thiema 6:4, 4:6, 2:6, 6:3, 6:4[44].
- W Warszawie odbyło się ekumeniczne nabożeństwo dziękczynne za wieloletnią pracę Małgorzaty Platajs na stanowisku dyrektora Towarzystwa Biblijnego w Polsce[45].
- Odbyła się 73. ceremonia wręczenia nagród Brytyjskiej Akademii Filmowej. Najwięcej nagród otrzymał film 1917 w reżyserii Sama Mendesa, zdobywając siedem statuetek, w tym dla najlepszego filmu oraz obrazu brytyjskiego, za reżyserię i za zdjęcia. Z kolei najlepszym aktorem pierwszoplanowym został Joaquin Phoenix, zaś najlepszą aktorką, Renée Zellweger[46][47].
- Z kaplicy w Birmingham skradziono relikwie św. Johna Henry Newmana[48].

## 1 lutego
- Amerykanka Sofia Kenin zwyciężyła w konkurencji gry pojedynczej kobiet w turnieju wielkoszlemowym Australian Open, w finałowym pojedynku pokonując Hiszpankę Garbiñe Muguruzę 4:6, 6:2, 6:2[49].